# Ragogna
Ragogna (Ruvigne en frioulan) est une commune italienne de la province d'Udine dans la région autonome du Frioul-Vénétie Julienne en Italie.
Elle est jumelée avec Sainte-Bazeille en France.

## Administration
| Période                                  | Période | Identité         | Étiquette | Qualité |
| ---------------------------------------- | ------- | ---------------- | --------- | ------- |
| 1970                                     | 1975    | Domenico Pidutti |           | Maire   |
| Les données manquantes sont à compléter. |         |                  |           |         |

### Hameaux
San Pietro (Borc), Pignano (Pignan), Muris (Mures), Villuzza (Viluce), San Giacomo (Vile)

### Communes limitrophes
Forgaria nel Friuli, Pinzano al Tagliamento, San Daniele del Friuli